# Kuskovo
Kuskovo (em russo: Кусково) era a casa de verão e propriedade da família dos Sheremetev. Construído em meados do século XVIII, foi originalmente situado a alguns quilômetros a leste de Moscou, mas agora faz parte do Distrito Leste da cidade. Foi uma das primeiras grandes propriedades de verão da nobreza russa, e um dos poucos edifícios perto de Moscou ainda preservado. Hoje a propriedade abriga o Museu Estadual Russo de Cerâmica, e o parque ao redor é um lugar favorito de lazer para os moscovitas.